# Gladiatori - Il torneo delle sette meraviglie
Gladiatori - Il torneo delle sette meraviglie è una serie animata italiana trasmessa su Rai 2 dal 2009, diretta da Maurizio Forestieri e prodotta da Rai Fiction e Mondo TV. È composta da 26 episodi di 26 minuti.

## Trama
A Roma, durante il regno dell'imperatore Adriano, la giovane principessa Domizia, figlia dell'imperatore, rimasta vedova, mette al mondo un bambino chiamato Marcus. Contemporaneamente in Siria, il capo dei pretoriani Catilio sta dando la caccia a Fabio fratello di Prospero  e alla sua famiglia (Niobe e il piccolo Ali), intenzionato ad ucciderli con la falsa accusa di essere dei cospiratori. La coppia infatti ha scoperto la verità sulla morte di Prospero (che si crede sia caduto in battaglia, quando in realtà è stato ucciso da Catilio che aspira a diventare imperatore dopo Adriano). Mentre Niobe si nasconde in una caverna con il bambino,  Fabio viene circondato e ucciso. Poco dopo anche Niobe e Ali rischiano la stessa sorte, ma ad impedire la morte del bambino è una leonessa controllata dal dio Mitra perché salvi Ali e lo protegga, mentre la madre viene catturata dai pretoriani. Intanto a Roma Eliodoro, il sacerdote del dio Mitra, annuncia che sangue innocente è stato versato in nome dell'imperatore e che il giorno del suo dodicesimo compleanno il principino Marcus morirà se l'eletto non verrà a salvarlo. L'imperatore sta per credere al sacerdote ma Caio il Grosso (sostenitore di Catilio) convince l'imperatore ad abolire il culto di Mitra, facendo passare Eliodoro per un bugiardo.
Alcuni anni dopo Ali sopravvissuto alla congiura, cresce insieme alla leonessa, Mami (che grazie a Mitra può comunicare telepaticamente con lui), sopravvivendo inscenando la sua morte e facendosi pagare con del cibo che non tiene per sé ma distribuisce ai poveri della città. Intanto, a Roma, l'imperatore diventa sempre più vecchio e malato. Marcus, suo nipote e erede, è ancora giovane, e la sua vita è in pericolo. Dovendo partire per un viaggio in Siria Catilio convince l'imperatore a lasciargli portare Marcus con l'obiettivo di ucciderlo e dare la colpa a degli stranieri. Canidia, la terribile sacerdotessa di Anubi, e il suo fedele Catilio, un nobile romano, vogliono prendere il potere facendo sposare Catilio con Domizia. Ad Antiochia, nonostante il culto di Mitra sia illegale, un gruppo di fedeli composto da Drudo, Tosca, Pilade, Mirina, Milone e Cabria a cui si aggiungono Ali e Mami, sotto la guida di Eliodoro, trovano Marcus, ancora in pericolo a causa di Catilio, e decidono di prenderlo sotto la loro custodia assieme anche Dora (la giovane schiava di Domizia inviata per tenere d'occhio il figlio).  Intanto a Roma Adriano, temendo che per la sorta del nipote e il futuro dell'impero, insiste con Domizia perché si risposi, ma lei rifiuta e davanti a un ultimatum del padre, vedendo la gazza del figlio sulla sua finestra capisce che forse non è morto come Catilio vuole farle credere e decide di sposarsi, senza volerlo si è innamorata di Drudo e così per permettere a un uomo giusto di diventare imperatore ha un'idea: organizzare un grandioso torneo gladiatorio che si svolgerà nelle sette meraviglie dell'impero, e al quale tutti possono partecipare: il vincitore otterrà la sua mano.
La predizione dice che solo l'Eletto può salvare Marcus, la cui vita è minacciata da Canidia e Catilio. l'Eletto è Ali, il ragazzino vagabondo che Catilio e Canidia credevano aver ucciso dodici anni prima, che stando alla profezia sarà un ragazzo nero (carnagione di Ali) con una madre bianca (il colore del pelo della leonessa). Mentre dei seguaci di Mitra, che proteggono Marcus, parteciperanno al torneo sotto il nome dei "Guerrieri del Sole", Ali, da parte sua, dovrà superare sette prove, legate ai vizi capitali e alle meraviglie del mondo antico, per ritrovare sua madre e scoprire quale legame molto stretto lo unisce al giovane principe.
Durante il torneo, Catilio con l'aiuto di Canidia e di Gutta (figlio di Anubi) cerca innumerevoli volte di sabotare le gare vincendo con l'inganno, ma il più delle volte i suoi piani gli si ritorcono contro, costringendo Canidia a usare la sua magia per rimediare agli errori del capo dei pretoriani, ma a causa delle virtù che Ali acquisisce superando di volta in volta le prove, fallisce e così i guerrieri del Sole vincono la gara.

### Le sette prove
1. Statua di Zeus Olimpio a Olimpia (Avarizia)
2. Faro di Alessandria (Superbia)
3. Mausoleo di Alicarnasso (Lussuria)
4. Tempio di Artemide a Efeso (Ira)
5. Giardini pensili di Babilonia (Accidia)
6. Piramide di Cheope (Gola)
7. Colosso di Rodi (Invidia)

## Episodi
1. La profezia
2. La scoperta
3. La culla
4. La fuga
5. I pirati
6. In lotta contro il tempo
7. Il torneo
8. La statua di Zeus
9. La trappola
10. Il faro di Alessandria
11. I mostri
12. Il mausoleo di Alicarnasso
13. Fantasmi
14. Il tempio di Artemide
15. Inganni
16. I fiori del male
17. La grande battaglia
18. I segreti della piramide
19. Miraggi
20. Il colosso di Rodi
21. Il terremoto
22. La tempesta
23. Il regno dei morti
24. Roma
25. Il giorno della vendetta
26. La resa dei conti

## Personaggi principali
- Ali (doppiato da Daniele Raffaeli): ha all'incirca 14 anni; è un ragazzino vagabondo rimasto solo a pochi mesi dalla sua nascita a causa della congiura ordita alle spalle dell'imperatore Adriano dal capo dei pretoriani “Catilio". Vive ad Antiochia con la sua inseparabile leonessa. Ha la pelle scura e gli occhi azzurri. È alla ricerca della madre scomparsa e degli assassini di suo padre. Deve superare sette difficili prove, che lo porteranno fino a sua madre e alla scoperta del suo passato, sconfiggendo i suoi difetti e le sue debolezze, legate ognuna a una Meraviglia. Di solito affronta le prove mentre gli altri competono nelle gare, a parte alcune eccezioni, che richiedono la sua presenza o intervento . Alla fine della serie si trova faccia a faccia con Canidia che usa i poteri oscuri donatile da Anubi. Nonostante l'incredibile potenza della sua avversaria, riesce a sconfiggerla una volta per tutte, apprendendo poi da Adriano la verità sull'assassinio del padre, e, nonostante il dolore riesce comunque a perdonare l'imperatore. Pochi secondi dopo riabbraccia la madre ormai libera, da cui apprende la verità su Ninurta. Ormai al corrente di tutta la storia, entra nel Colosseo per aiutare i suoi amici, riuscendo a fermare Catilio. Dopo la vittoria della sua squadra e la riunione con la sua famiglia, gli viene offerta da Marcus la possibilità di diventare imperatore insieme a lui, ma il ragazzo rifiuta affermando che desidera tornare a casa sua con la famiglia ora riunita, intenzionato a liberare la sua amica Mami, per permetterle di rifarsi una vita, ma, promette a Mirina e Dora che verrà a trovarle ogni volta che potrà.
- Marcus (doppiato da Gabriele Patriarca): è il nipote di Adriano e il giovane erede al trono; ha all'incirca 14 anni. Senza saperlo è imparentato con Ali che è il figlio di suo zio e pertanto suo diretto cugino. Ha un grande interesse per la scienza ed è un po' presuntuoso all'inizio della serie, ma il suo carattere cambierà radicalmente durante il periodo in cui vive insieme ai Guerrieri del Sole, al sicuro dalla malvagità di Catilio. La sua vita è in pericolo e i suoi amici dovranno proteggerlo. In alcune occasioni gli viene concesso di addentrarsi con Ali in luoghi pericolosi, ma non può interferire con le prove del ragazzo. Sono proprio le avventure vissute con il ragazzo a creare con lui un forte legame di amicizia minacciato dalla magia di Canidia, appresa la verità sulla morte dei suoi parenti in onore dell'amicizia con Ali e del loro sangue blu, decide di mettere i bastoni tra le ruote a Catilio, rovinando così i suoi piani. Aiuta i suoi amici con le sue conoscenze scientifiche, storiche e invenzioni
- Domizia (doppiata da Monica Ward): Madre di Marcus e figlia dell'imperatore Adriano. Si è innamorata di Drudo (capitano della squadra del sole). È una donna molto bella, coraggiosa e intelligente. È lei a suggerire al padre il torneo per eleggere un imperatore che sia favorito dal popolo e dagli dèi, costringendo così Catilio a combattere per avere il trono che tanto desidera. È la prima ad accorgersi dell'inganno di Canidia, che sta avvelenando l'imperatore. Quando Canidia scopre che Domizia è a conoscenza dei suoi piani omicidi decide di tenderle una trappola per piegarla al suo volere. Successivamente dopo aver seguito Canidia nel suo rifugio cade nella trappola tesagli da Canidia che le rivela di essere la sacerdotessa del dio Anubi e svela il suo piano: far sì che il mondo diventi un luogo buio governato da Anubi e popolato da morti viventi e che tutto questo avverrà appena lei avrà sposato Catilio chiudendo il cerchio del male. Domizia orripilata rifiuta di permetterle di essere il suo strumento per completare un simile orrore ma Canidia le minaccia il figlio minacciando di ucciderlo a meno che non le obbedisca e per amore del figlio cede. Quando Drudo viene a trovare Domizia per dirle che la ama Canidia obbliga Domizia a dire falsamente a Drudo che non lo ha mai amato e di aver fatto solo finta di ricambiare i suoi sentimenti solo per divertirsi alle sue spalle. Drudo sconvolto se ne va in preda al dolore mentre Domizia orripilata da ciò che è stata costretta a fare piange affranta e addolorata venendo inoltre obbligata ad assistere alla finale del torneo durante la quale supplicherà Drudo di perdonarla per le menzogne che Canidia le ha costretto a dire. Dopo la morte di Canidia e alla sconfitta e all'arresto di Catilio si riunisce col figlio Marcus mentre Drudo venuto a sapere perché Domizia gli aveva mentito la perdona capendo che lo aveva fatto solo per proteggere il figlio. Alla fine Domizia finalmente sposerà Drudo cominciando una nuova vita con lui.
- Imperatore Adriano (doppiato da Bruno Alessandro): l'imperatore è vecchio e malato, ma sempre amato dalla sua gente. Il veleno di Canidia lo consuma sempre di più di giorno in giorno. Dopo che la figlia scopre il veleno di Canidia e inizia a curarlo personalmente, inizia a sentirsi meglio. È lui a raccontare ad Ali la verità sull'assassinio di Fabio (fratello del marito di Domizia). Dopo la sconfitta di Catilio, dichiara vincitrice del torneo “la Squadra del sole".
- Drudo (doppiato da Mimmo Strati): è il capo della squadra dei Guerrieri del Sole. In vita passata era il principe della Tracia, ma dopo la sconfitta del suo popolo viene fatto schiavo e costretto a diventare un gladiatore, ma malgrado le sue umili origini, è innamorato di Domizia e perciò partecipa al torneo per poterla sposare e per salvare l'impero. Nonostante le sue abilità in combattimento è un uomo d'onore sempre disposto a risparmiare la vita ai suoi nemici, cosa che attira l'attenzione di Domizia, la quale contraccambia il suo amore. Proprio come Gutta, anche lui è presentato come un atleta ben allenato in sport di forza data la sua massa muscolare.
- Eliodoro/Ninurta (doppiato da Vittorio Battarra): Ninurta è un vecchio saggio un po' misterioso, dall'aspetto di un mendicante, che seguirà e aiuterà Ali nelle sue prove. Eliodoro è il potente e saggio sacerdote del dio Mitra, e alla fine si scopre che i due sono un unico personaggio, e che è il nonno di Ali, nonché padre di Niobe e suocero di Favio.
- Mirina (doppiata da Emanuela Damasio): è una ragazzina dell'età di Ali, agile e veloce, sempre scalza, con grandi occhi verdi e capelli ricci e neri. È un'infallibile tiratrice con l'arco. Lei e Dora sono in continua rivalità per ogni cosa e soprattutto per Ali che sembra piacere a entrambe.
- Dora (doppiata da Monica Vulcano): di origine greca, era un'ancella dell'imperatore, prima di essere trascinata insieme a Marcus in avventure e insidie attraverso tutto l'impero romano. È bionda, bella, elegante, un po' viziata, e cioè l'opposto di Mirina. A Olimpia per vendicarsi di Mirina che l'ha presa in giro, da un albero le rovescia nei vestiti della polvere di ortica facendole sbagliare il tiro con l'arco, ma così facendo fa perdere punti preziosi alla sua squadra. Durante la corsa delle quadrighe ad Alicarnasso, nonostante il loro carro sia stato sabotato dai compagni di Catilio, riesce a classificarsi seconda. È abile con le erbe per medicinali o altro, dopo Marcus conosce diverse leggende sulle Meraviglie.
- Milone e Cabria (doppiati da Stefano Billi e Emiliano Ragno): sono due gemelli, incredibilmente agili; lavoravano per un circo come acrobati. Parlano sempre all'unisono e l'unica cosa che li differenzia è il colore delle loro vesti. Durante la prima prova del torneo, ad Olimpia, Milone viene iscritto dalla sua squadra alla maratona, ma per aver bevuto come gli altri concorrenti, eccetto il gladiatore di Catilio, rimane vittima di un violento mal di pancia, fortunatamente i suoi compagni hanno già ideato uno stratagemma per aggiudicarsi la vittoria aggirando le regole senza infrangerle. Infatti arrivato a metà gara subentra Cabria che essendo fresco come una rosa, quando il veleno inizia a fare effetto su tutti i concorrenti, sorpassa il concorrente di Catilio ormai in vista del traguardo, vincendo così la maratona.
- Tosca (doppiata da Gilberta Crispino): donna grande e muscolosa, faceva la cuoca ad Antiochia per Caio. Ha lunghi capelli rossi legati in una treccia e gli occhi verdi. Combatte utilizzando una clava. Odia essere chiamata “cocca" ed è innamorata di Pilade. Solitamente mostra una personalità simile a quella di una madre ma se si infuria diventa una violenta al punto tale da spaventare perfino Pilade. Durante la seconda prova del torneo, essendo stata chiamata “cocca” dai gladiatori di Catilio s'infuria, afferra uno dei due per le caviglie e lo sbatte come un tappeto al vento prima di buttarlo in mare assieme al suo compagno. Durante la sfida finale al Colosseo, si infuria per essere stata insultata da uno dei pretoriani di Catilio, suscitando così l'interesse di un membro delle squadre rivali che è giunto sul luogo per dare manforte ai guerrieri del sole poiché hanno un obiettivo comune, ovvero, vendicarsi di Catilio.
- Pilade (doppiato da Oliviero Dinelli): basso e grassottello, Pilade vorrebbe fare l'attore, ma non sa fare a meno dell'alcool. Quando durante la prima tappa del torneo si diletta nella gara di declamazione poetica, viene inizialmente deriso dal pubblico ma in seguito all'intervento di Ninurta/Eliodoro che recita gran parte di una poesia, viene acclamato ma fa perdere alla sua squadra punti preziosi. Ha i capelli grigi e gli occhi neri. È abilissimo nell'uso dei coltelli ed è innamorato di Tosca. Alla fine del torneo annuncia di essersi fidanzato con lei, e di voler invitare tutti al suo matrimonio.
- Mami: è la leonessa bianca di Ali, mandata dal dio Mitra per proteggerlo. Si è presa cura del piccolo Ali crescendolo come uno dei suoi figli. Sembra in grado di comprendere qualsiasi lingua, infatti si rivolge con voce di donna alle iene. Ogni tanto comprare sulla sua fronte il simbolo del sole che aiuta sempre Ali e i suoi amici nel momento del bisogno.
- Antonino: saggio e anziano, è un senatore romano pacifista e fedele a Adriano. Viene incaricato dall'imperatore di fare da arbitro nelle gare del torneo e di far rispettare le regole ma non si accorge mai degli imbrogli di Catilio a causa dell'astuzia di quest'ultimo.
- Canidia (doppiata da Antonella Giannini): è la strega, sacerdotessa di Anubi che vuole prendere il potere e liberarsi di Ali e Marcus, uccidendoli. Vuole anche uccidere l'imperatore mettendo un veleno nelle sue medicine, finché Domizia non lo scopre, e a quel punto vorrà liberarsi anche di lei. Dopo lo scontro con Eliodoro riceve da Anubi nuovi poteri che usa per portare Ali nell'Ade per condurlo sulla via della vendetta dopo che Caronte gli dirà che l'assassino di suo padre è Adriano, il che è in realtà una bugia che ha detto su ordine di Canidia. Verso la fine della serie la sua vera natura viene scoperta da Domizia, cui svela il suo piano: far sì che il mondo diventi un luogo buio governato da Anubi e popolato da morti viventi. Dopo che Ali vince anche il desiderio di vendetta, tenta di ucciderlo direttamente, trasformandosi nel suo vero aspetto che è quello di un cane umanoide a immagine e somiglianza di Anubi, ma fallisce venendo distrutta da quest'ultimo.
- Catilio (doppiato da Saverio Indrio): è un nobile romano capo dei pretoriani e molto ambizioso. Cerca di guadagnare la fiducia dell'imperatore per poter sposare Domizia e diventare il successore di Adriano. È il responsabile dell'assassinio dello sposo di Domizia, della morte di Favio (padre di Ali), e del rapimento della madre del piccolo. Nonostante voglia uccidere Ali per evitare ostacoli nei suoi piani per diventare imperatore, viene fermato dalla comparsa di Mami, che mette in fuga lui e i suoi uomini, convinti che sarà lei ad uccidere il bambino. Nonostante cerchi di uccidere la leonessa come offerta all'imperatrice, in una lotta impari viene sconfitto, desiderando ancora di ucciderla, ma viene fermato da Domizia che gli rammenta la sconfitta. Durante l'inizio del torneo fa un patto con Lotar il principe numida chiedendogli di dargli aiuto durante le prove del torneo se ne dovesse necessitare ma il numida chiede la cittadinanza romana per lui e la sua gente in cambio del suo aiuto durante il torneo e Catilio accetta. Dopo la sfida a Rodi avendo perso nuovamente e rimasto secondo per affrontare la finale a Roma nel Colosseo contro la squadra di Drudo Lotar gli ricorda di onorare il patto che avevano fatto ma Catilio frustrato per le ripetute sconfitte ritiene che Lotar non lo abbia aiutato a sufficienza rifiuta di rispettare il patto tradendo il numida che lo minaccia che si sarebbe pentito di aver tradito la sua fiducia. Catilio disonesto fino all'ultimo tenterà di fare aggredire i suoi avversari a Roma nella notte dai suoi pretoriani fallendo miseramente messo alle strette farà rapire Marcus, Mirina e Dora per costringere Drudo e la sua squadra a perdere minacciando di ucciderli se non lo avessero lasciato vincere. I 3 ragazzi riescono però a liberarsi e fuggire presentandosi nell'arena del Colosseo rendendo alla fine nullo il ricatto di Catilio. Lotar e il resto degli altri principi venuti a conoscenza di tutte le scorrettezze di Catilio decidono di intervenire in aiuto della squadra di Drudo mettendo k.o. tutti i suoi scagnozzi. Quando Ali e Marcus venuti a conoscenza che l'assassino dei loro padri è sempre stato Catilio lo affrontano insieme nell'arena decisi a fargliela pagare per tutte le sue congiure e omicidi riuscendo a sconfiggerlo e a vendicare i loro padri anche se alla fine Marcus decide di risparmiarlo per non abbassarsi al suo livello e diventare un assassino a sua volta. Dopo che l'imperatore Adriano viene a conoscenza grazie a Eliodoro delle bugie e degli efferati crimini di Catilio ordina di fare arrestare Catilio e il resto dei congiurati nemici dell'impero. Catilio viene arrestato e imprigionato insieme ai suoi complici venendo condannato per tutti i suoi crimini contro Roma.
- Gutta: figlio di Canidia e Anubi, è chiaramente un demone dalle sembianze umane dai poteri spaventosi. Proprio come Drudo, anche Gutta si presenta come un atleta estremamente forte e molto muscoloso. Ogni volta che intende dare una lezione ai suoi nemici ricorre ai suoi immensi poteri, illuminando i suoi occhi per alcuni secondi. È il campione della squadra di Catilio, ma nessuno lo conosce bene, e tutti lo temono. L'unica cosa che pare fargli perdere il suo sangue freddo è lo sguardo di Mirina, poiché si è innamorato di lei, benché non comprenda appieno cosa sia l'amore. Benché non lo dia a vedere a causa della sua natura maligna sa cos'è l'onore e vuole essere libero dai debiti verso altre persone. Per questo motivo salva Akisar dagli altri pirati, affermando di averlo fatto solo per rendergli il favore (ossia di avergli permesso di sapere dove si trova il vero Marcus). Fino alla fine cercherà di portare la giovane ladra dalla sua parte ma fallirà. Dopo la sconfitta di Canidia, sviene e perde temporaneamente i suoi poteri, ma ben presto si riprende, probabilmente soccorso da Anubi, giurando di uccidere Ali, ma viene fermato da Drudo. Dopo essere stato rinchiuso in cella con Catilio e gli altri congiurati riesce a evadere con l'intento di uccidere il ragazzo.
- Anubi: è il dio egizio dei morti che vuole dominare il mondo, nonché padre di Gutta; interagisce con Canidia tramite la sua statua con il mondo dei vivi. In realtà è una specie di fantasma completamente nero con la testa di uno sciacallo. Nonostante compaia solo dopo il duello di Canidia con Eliodoro, è presente in forma di statua nella maggior parte degli episodi. Dopo l'ennesimo fallimento di Canidia, le donerà nuovi poteri per compiere il suo scopo, ma dopo la morte di quest'ultima affronterà Ali e Eliodoro in combattimento, e sarà Ali a sconfiggerlo distruggendo la sua statua, che è ciò che gli permette di interagire con il mondo dei vivi. (Quest'ultima parte non si vede negli episodi, infatti la serie termina con l'evasione di Gutta dalla prigione).
- Akisar: Capitano di una ciurma di pirati che attaccano i guerrieri del sole rubando loro la nave. Al primo scalo si reca dai prigionieri presentandosi e aiutandoli a fuggire. Nel corso della serie si rivela essere un marinaio d'eccellenza. Verso la fine della serie si scopre che era d'accordo con alcuni pirati per rapire Marcus e dividersi il riscatto. Cambiato profondamente durante il viaggio, cerca di convincere gli altri due che Marcus è un ragazzino comune e pertanto senza valore. Le sue intenzioni vengono però fraintese dagli altri pirati che lo accusano di voler tenere il riscatto per sé. Senza saperlo e senza volerlo, tradisce Marcus e lo consegna nelle mani di Gutta. Ricompare alla fine della serie, aiutando uno dei guerrieri stranieri a bloccare i movimenti di Catilio.

## Errori storici
- Durante la serie il Colosso di Rodi, sede di una delle sette tappe del torneo, viene distrutto da un terremoto, scatenato da Canidia, che colpisce l'isola. In realtà il terremoto che distrusse il Colosso avvenne nel 226 a.C. e quindi al tempo dell'imperatore Adriano (117-138 d.C.) il Colosso era già sepolto in mare da 350 anni.